# Divize E 2002/2003
V soubojích 12. ročníku Moravskoslezské divize E 2002/03 (jedna ze skupin 4. fotbalové ligy) se utkalo 16 týmů každý s každým dvoukolovým systémem podzim–jaro. Tento ročník začal v srpnu 2002 a skončil v červnu 2003.

## Nové týmy v sezoně 2002/03
- Z MSFL 2001/02 sestoupilo do Divize E mužstvo SK UNO Zábřeh.
- Ze Slezského župního přeboru 2001/02 postoupilo vítězné mužstvo FC Hlučín a 1. VFC Rožnov pod Radhoštěm (2. místo).[1]
- Z Hanáckého župního přeboru 2001/02 postoupilo vítězné mužstvo Spartak VTJ Lipník nad Bečvou.[1]

## Konečná tabulka
Zdroj: 
| Poř. | Tým                               | Z  | V  | R | P  | VG | OG  | B  |
| ---- | --------------------------------- | -- | -- | - | -- | -- | --- | -- |
| 1.   | TJ Nový Jičín                     | 30 | 23 | 7 | 0  | 76 | 18  | 76 |
| 2.   | 1. VFC Rožnov pod Radhoštěm (N)   | 30 | 21 | 5 | 4  | 83 | 24  | 68 |
| 3.   | FC Hlučín (N)                     | 30 | 19 | 4 | 7  | 78 | 38  | 61 |
| 4.   | SK Kravaře                        | 30 | 14 | 6 | 10 | 54 | 36  | 48 |
| 5.   | SK UNO Zábřeh (S)                 | 30 | 13 | 8 | 9  | 51 | 34  | 47 |
| 6.   | FK Baník Albrechtice              | 30 | 12 | 8 | 10 | 36 | 29  | 44 |
| 7.   | TJ Sokol Lázně Velké Losiny       | 30 | 11 | 8 | 11 | 44 | 46  | 41 |
| 8.   | Spartak VTJ Lipník nad Bečvou (N) | 30 | 11 | 7 | 12 | 55 | 44  | 40 |
| 9.   | TJ Jiskra Rýmařov                 | 30 | 11 | 6 | 13 | 43 | 56  | 39 |
| 10.  | FK Avízo Město Albrechtice        | 30 | 12 | 3 | 15 | 52 | 51  | 39 |
| 11.  | FC IRP Český Těšín                | 30 | 10 | 8 | 12 | 41 | 35  | 38 |
| 12.  | TJ Valašské Meziříčí              | 30 | 11 | 4 | 15 | 53 | 65  | 37 |
| 13.  | FK Slavia Orlová-Lutyně           | 30 | 9  | 8 | 13 | 49 | 55  | 35 |
| 14.  | FC Dukla Hranice                  | 30 | 8  | 7 | 15 | 33 | 51  | 31 |
| 15.  | TJ Lokomotiva Petrovice           | 30 | 4  | 3 | 23 | 39 | 100 | 15 |
| 16.  | FC Karviná                        | 30 | 3  | 4 | 23 | 17 | 122 | 13 |

Poznámky:
- Z = Odehrané zápasy; V = Vítězství; R = Remízy; P = Prohry; VG = Vstřelené góly; OG = Obdržené góly; B = Body; (S) = Mužstvo sestoupivší z vyšší soutěže; (N) = Mužstvo postoupivší z nižší soutěže (nováček)
- O pořadí na 9. a 10. místě rozhodla bilance vzájemných zápasů: Rýmařov - Město Albrechtice 5:2, Město Albrechtice - Rýmařov 3:1[2]

|  | Postup do MSFL 2002/03                            |
|  | Prodej licence „B“ mužstvu Opavy                  |
|  | Sestup do Přeboru Moravskoslezského kraje 2003/04 |
|  | Klub po sezoně zanikl                             |